# Гретель и Гензель
«Гре́тель и Ге́нзель» (англ. Gretel & Hansel) — американский фильм ужасов в жанре тёмного фэнтези режиссёра Оза Перкинса.	В России фильм вышел 30 января 2020 года. В США фильм вышел 31 января 2020 года.

## Сюжет
Маленькая девочка в деревне заболевает и вряд ли выживет. Отец везёт ребёнка к чародейке, которая избавляет её от болезни, но оставляет в девочке силу и дар ясновидения. Деревенские жители идут к девочке, когда она подрастает, чтобы услышать её предчувствия, но она использует свою силу для того, чтобы убивать людей, включая своего отца. Её увозят в лес, чтобы вернуть тёмной силе, создавшей её. Она живёт там совсем одна и заманивает других детей на верную смерть.
Сцена переносится на подростка Гретель (София Лиллис) и её младшего брата Гензеля после смерти их отца. Гретель часто рассказывает брату историю о девочке в розовом капоре, которая погубила своего отца и многих других людей. Однажды мать отправляет Гретель в дом богатого мужчины поговорить по поводу работы по дому, за ней увязывается и брат. Наниматель же в разговоре раскрывает свои истинные намерения, настойчиво интересуясь у девушки, является ли та девственницей. Брат с сестрой спешно покидают этот дом. Дома мать упрекает Гретель в том, что та не согласилась на условия работодателя, не помогает обеспечивать семью, и угрожает убить Гретель, если та сейчас же не покинет дом. Брат и сестра убегают, идут куда глаза глядят и к вечеру находят хижину, чтобы остаться на ночь, но появляется омерзительный человек и нападает на Гензеля. Охотник (Чарльз Бабалола) спасает брата и сестру и забирает их к себе домой. На следующее утро брат и сестра отправляются в лес, чтобы наняться на работу к лесникам, как им посоветовал охотник, начертив на карте маршрут. Однако они сбиваются с пути, выйдя к домику, где горит свет и пахнет вкусной едой. Появившаяся внезапно хозяйка дома Хольда (Алиса Криге) гостеприимно приглашает их к столу, ломящемуся от яств, укладывает спать и позволяет остаться в доме в обмен на помощь по хозяйству. Хольда отправляет Гензеля в лес для того, чтобы он попрактиковался в обращении с топором, а с Гретель ведёт хозяйство. Гензель счастлив, но Гретель мучают сомнения — в доме всегда полно свежей еды, но хозяйка не держит огорода, животных и никогда не ходит в лавку. Каждую ночь девушка видит страшные сны, слышит детские голоса. Хольда вскоре намекает Гретель на то, что та тоже ведьма, и показывает, как использовать магические силы. Гензель в прогулках по лесу также видит вдали фигуру демонессы и таинственные знаки на деревьях.
Однажды Гензель пропадает в лесу (в своём сне Гретель прогнала его), но хозяйка не спешит помогать его искать и намекает на то, что без него лучше. В поисках Гретель входит в подвал дома Хольды, где обнаруживает сидящим зачарованного Гензеля. Пол заливает слизь, из которой появляется молодая ведьма, вываливает на стол останки и человеческие внутренности и превращает это в аппетитную еду, что и раскрывает для Гретель тайну изобильных столов в доме. На следующий день Гретель наблюдает, как Хольда ест, и видит, как та вытаскивает изо рта косичку из детских волос. Через последующие видения Хольда рассказывает Гретель, что она и есть мать той девочки в розовом капоре, которую вернули тёмным силам. Девочка обещала поделиться своей силой с матерью, если та доверится тьме. Хольда доверилась и съела остальных своих детей, за что получила магическую силу и стала жить в лесу в обличии старухи, заманивая и пожирая детей.
Хольда привязывает Гретель к столу в подвале. Она приказывает послушному её командам Гензелю лезть в клетку, чтобы зажарить его. Гретель в отчаянии использует свои силы для того, чтобы прижать Хольду к стене над очагом и спасти брата. Хольда погибает в огне, разрушая транс Гензеля и узы Гретель. Гретель решает остаться в доме, а Гензеля на заговорённом коне отправляет прочь из этого места. Гензель возвращается в родной дом и обнаруживает, что их матери там больше нет. Гретель же уходит из ведьминого дома и по дороге видит, как души убитых детей выходят из-за деревьев, наконец-то обретя свободу. Её пальцы начинают чернеть, как у Хольды, но она клянётся в том, что будет доверять себе и контролировать свои новообретённые способности.

## В ролях
- София Лиллис — Гретель
- Сэм Лики — Гензель
- Чарльз Бабалола — охотник
- Элис Криге — Хольда (ведьма)
  - Джессика де Гау — Хольда в молодости
- Лорис Харрисон — демонесса

## Производство
В октябре 2018 «Hollywood Reporter» объявил, что компания Orion Pictures начала разработку киноэкранизации по мотивам немецкой сказки «Гензель и Гретель», режиссёр Оз Перкинс, сценарий Перкинса и Роба Хейси, София Лиллис получила главную роль. Продюсеры фильмов «Синистер» Брайан Кавано-Джонс и «Демон внутри» Фред Бергер, партнеры Automatik Entertainment, были объявлены продюсерами, а Сандра Йи Линг и Макдара Келлегер — исполнительными продюсерами.
В ноябре 2018 Чарльз Бабалола получил роль нового персонажа, Охотника, который помогает Гретель и Гензель вернуться домой. В апреле 2019 к актёрскому составу присоединились Алиса Криге, Джессика Де Гау и Сэм Лики, для Лики — это актёрский дебют.
Основные съёмки начались 9 ноября 2018 в Дублине, Ирландия, завершились в декабре 2018. Дополнительные съёмки и пересъёмки начались в январе 2019 году в Лэнгли, Британская Колумбия, Канада.